# جانجباي كاثياوادي
جانجباي كاثياوادي هو فيلم درامي سيرة ذاتية باللغة الهندية لعام 2022 من إخراج سانجاي ليلا بهنسالي وإنتاج جيانتيلال جادا وبهنسالي. تقوم عاليا بهات ببطولة الفيلم بجانب شانتانو ماهيشواري و فيجاي راز و أنديرا تيواري وسيما باهوا و أجاي ديفجان. يدور الفيلم عن حياة جانجا، سيدة في منطقة الضوء الأحمر في كاماتيبورا.
يعتمد الفيلم بشكل فضفاض على القصة الحقيقية لـ جانجا هارجيفانداس، المعروفة شعبياً باسم جانجباي كوثوالي ، والتي تم توثيق حياتها في كتاب ملكات المافيا في مومباي. يصور الفيلم صعود فتاة بسيطة من كاثياواد إلى عاملة جنسية.
عرض جانجاباي كاثياوادي لأول مرة في مهرجان برلين السينمائي الدولي الثاني والسبعين في 16 فبراير 2022 ، وتم إصداره في دور العرض في 25 فبراير 2022.

## القصة
ولدت في عائلة ثرية في كاثياواد، تطمح جانجا هارجيفانداس إلى أن تصبح ممثلة بوليوود. في سن ال 16 ، تقع في حب رامنيك لال الذي كان محاسب والدها. هربوا إلى مومباي وتزوجا. لكن حياتها كلها تنقلب رأسًا على عقب عندما يبيعها إلى بيت دعارة في كاماتيبورا مقابل 1000 روبية حيث اضطرت إلى ممارسة الدعارة بالقوة. في وقت لاحق، تصبح القوادة جانجباي كوثوالي وتفوز في انتخابات المنطقة التي تعيش فيها (كاماتيبورا). يصبح رحيم لالا (أجاي ديفجان) شقيقها اليمين بعد أن ضرب رجلاً من عصابته قام باغتصابها. تصبح جانجباي مُدافعة عن حقوق المرأة والمساواة في حقوق العاملين في مجال الجنس.

## الإنتاج
تم الإعلان رسميًا في سبتمبر 2019 أن علياء بهات ستلعب الشخصية الرئيسية في الفيلم. بدأ التصوير الفوتوغرافي الرئيسي في مومباي في 27 ديسمبر 2019.
تم تعليق الإنتاج في مارس 2020 بسبب الإغلاق الذي أمرت به الحكومة الهندية بسبب جائحة فيروس كورونا ، عندما اكتمل الفيلم بنسبة 70 ٪. استأنفت بهات العمل في 6 أكتوبر 2020 ، وانضم أجاي ديفجان في 27 فبراير 2021. انتهى تصوير الفيلم في 26 يونيو 2021.